# Jadel Gregório
Jadel Gregório, född den 16 september 1980, är en brasiliansk friidrottare som tävlar i tresteg.
Gregórios första mästerskapsfinal var VM-inomhus 2003 då han slutade på en sjätte plats med ett hopp på 16,86. Samma år deltog han vid VM i Paris där han slutade på en femte plats, denna gång efter att ha hoppat 17,11. 
Hans första medalj vann han vid inomhus-VM 2004 då han slutade på en andra plats efter Christian Olsson. Han var även i final vid Olympiska sommarspelen 2004 och slutade då femma efter att ha hoppat 17,31. 
Under 2005 deltog han vid VM i Helsingfors och blev åter finalist, denna gång slutade han på en sjätte plats med ett längstahopp på 17,32. Under 2006 blev han åter silvermedaljör vid inomhus-VM. Trots att han hoppade ett nytt personligt rekord inomhus med 17,56 fick han se sig slagen av Walter Davis. 
Under 2007 hoppade han hela 17,90 vid tävlingar i Belém och var därmed en av favoriterna till VM-guldet i Osaka. Även denna gång nådde han inte hela vägen och slutade tvåa efter Nelson Évora. Silverhoppet denna gång mätte 17,59.
Under 2008 deltog han vid Olympiska sommarspelen 2008 och slutade sexa med ett hopp på 17,20.